# Melvin Laird
Melvin Robert "Bom" Laird (Omaha, 1 de setembro de 1922 – Fort Myers, 16 de novembro de 2016)  foi um político, escritor e estadista norte-americano.

## Vida
Ele foi um congressista dos EUA de Wisconsin de 1953 a 1969 antes de servir como Secretário de Defesa de 1969 a 1973 sob o presidente Richard Nixon. Laird foi fundamental na formação da política do governo de retirar os soldados americanos da Guerra do Vietnã; ele cunhou a expressão "vietnamização", referindo-se ao processo de transferência de mais responsabilidade pelo combate para as forças sul-vietnamitas . Eleito pela primeira vez em 1952, Laird foi o último representante sobrevivente eleito para o 83º Congresso no momento de sua morte.